# آموزش تجربی

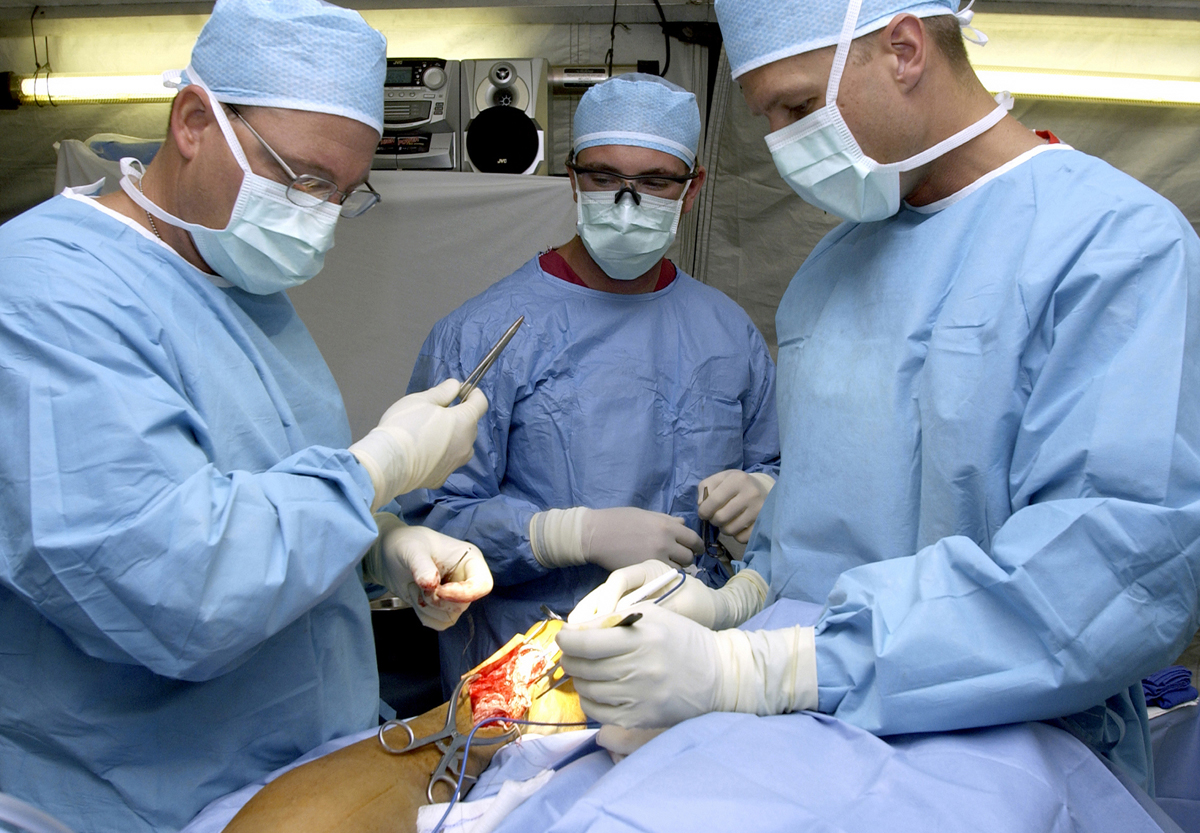
آموزش با تجربه مستقیم، بخش اصلی آموزش بالینی مانند جراحی است.

آموزش تجربی (به انگلیسی: Experiential education)، فلسفه‌ای از آموزش است که فرآیندی را که بین آموزش‌دهنده و دانشجو اتفاق می‌افتد، توصیف می‌کند که تجربه مستقیم را با محیط یادگیری و محتوا القا می‌کند. این اصطلاح با یادگیری تجربی قابل جایگزینی نیست. با این حال، یادگیری تجربی یک رشته فرعی است و تحت روش‌شناسی آموزش تجربی عمل می‌کند. انجمن آموزش تجربی آموزش تجربی را «فلسفه‌ای می‌داند که روش‌شناسی‌های زیادی را ارائه می‌کند که در آن مربیان به‌طور هدفمند با فراگیران در تجربه مستقیم و تأمل متمرکز به منظور افزایش دانش، توسعه مهارت‌ها، شفاف‌سازی ارزش‌ها و توسعه ظرفیت افراد برای مشارکت در جوامع خود درگیر می‌شوند." آموزش تجربی اصطلاحی است برای فلسفه و آموزش پیش‌رونده جنبشی است که از آن اطلاع داده شده‌است. مجله آموزش تجربی تحقیقات تجربی و نظری دانشگاهی مورد بررسی را در این زمینه منتشر می‌کند.